# Dži (dinastija Han)
Dži  (poenostavljeno kitajsko 漢质帝, tradicionalno kitajsko 質帝, pinjin Hàn Zhì Dì) je bil kitajski cesar, deseti iz dinastije Han, * 138, † 26. julij 146. 
Bil je pra-pravnuk cesarja Džanga. Med njegovo vladavino je de facto vladal Ljang Dži, brat cesarice vdove Ljang, ki je na koncu zastrupil mladega cesarja.  
Cesar Dži je prišel na prestol po smrti dve leti starega cesarja Čonga, ko mu je bilo sedem let. Čeprav je bil še otrok, je bil izredno bister. Zavedal se je in bil užaljen zaradi neizmerne moči, ki jo je imel Ljang Dži nad vlado Hana, zaradi česar je nekoč rekel, da je Ljang Dži "aroganten general". Njegovo  kljubovanje je tako razjezilo Ljang Džija, da je cesarja zastrupil, ko je imel komaj osem let. 

## Družinsko ozadje in pristop na prestol
Lju Džuan, bodoči cesar Dži, je bil sin Liu Honga, princa Leana, in njegove soproge Čen. Liu Hong je bil pravnuk cesarja Džanga. Razen teh skopih podatkov ni o njem in njegovi soprogi znanega nič drugega. 
Februarja 145 je dveletni cesar Čong umrl. Njegova mačeha, vdova cesarica Ljang, žena cesarja Šuna, je zato v prestolnico poklicala dva od njegovih tretjih bratrancev – Liu Suana, princa Čingheja, in Lju Dzuana, takrat starega sedem let, da bi med njima morda izbrala prestolonaslednika. Lju Suan je bil očitno odrasel, vendar njegova starost ni znana. Opisan je bil kot resen in primeren kandidat, kateremu so bili uradniki večinoma naklonjeni. Avtokratski in nasilni brat cesarice vdove Ljang Dži je seveda želel mlajšega cesarja, ki bi lahko dlje ostal pod njegovim absolutnim nadzorom. Cesarico vdovo je prepričal, da je za cesarja izbrala sedemletnega Dzuana. Ker Dzuan ni imel nobenega uradnega naslova, so ga najprej imenovali za markiza Džjanpinga in še isti dan za cesarja Džija. 

## Kratka vladavina
Cesarica vdova Ljang je bila regentka cesarja Džija in čeprav je preveč zaupala svojemu bratu Ljang Džiju,  ki je bil nasilen in pokvarjen, je bila prizadevna in zainteresirana za dobro upravljanje države.  Večino pomembnih zadev je zaupala poštenemu uradniku, velikemu poveljniku Li Guju. Za zadušitev kmečkih uporov, večinoma leta 145, na primer, je za poveljnike vojske izbrala prave generale. Prav tako je spodbujala mlade učenjake iz celega cesarstva, naj pridejo v prestolnico Luojang na študij na nacionalni univerzi. 
Cesar Dži, čeprav še otrok, se je zavedal, kako zelo Ljang Dži zlorablja svojo moč, vendar se ni zavedal, da mu to lahko škoduje. Ne enem od dvornih srečanj je Ljang Džija označil za  "arogantnega generala". Ljang Dži, jezen in zaskrbljen, je poleti 146 ukazal zastrupiti skledo juhe in pecivo in ju dal cesarju. Mladi cesar je takoj zatem umrl. Prizadevanja, da bi raziskali cesarjev umor, je Ljang Dži že na začetku zatrl.
Po smrti cesarja Džija je bil Ljang Dži pod pritiskom ključnih uradnikov prisiljen sklicati sestanek uradnikov, na katerem naj bi izbrali cesarjevega naslednika. Uradniki so bili spet v veliki meri naklonjeni princu Suanu,  Ljang Dži pa je bil še vedno zaskrbljen, kako ga bo nadzoroval. Cesarico vdovo je prepričal, da namesto njega izbere štirinajstletnega Lju Džija, pravnuka cesarja Džanga, s katerim je bila zaročena njuna mlajša sestra Ljang Nijing. 
Dolgo po smrti cesarja Džija je cesar Ling novembra 175 Džijevi materi gospe Čen podelil častni naziv bohajske princese Šjao kot priznanje njenemu položaju cesarjeve matere. 

## Predniki
|  |                     |  |  |  |  |  |  |  |  |  |  |  |  |  |  |  |
|  | cesar Džang (57–88) |  |  |  |  |  |  |  |  |  |  |  |  |  |  |  |
|  |                     |  |  |  |  |  |  |  |  |  |  |  |  |  |  |  |
|  |                     |  |  |  |  |  |  |  |  |  |  |  |  |  |  |  |
|  | Lju Kang (u. 93)    |  |  |  |  |  |  |  |  |  |  |  |  |  |  |  |
|  |                     |  |  |  |  |  |  |  |  |  |  |  |  |  |  |  |
|  |                     |  |  |  |  |  |  |  |  |  |  |  |  |  |  |  |
|  | Lju Čong (u. 121)   |  |  |  |  |  |  |  |  |  |  |  |  |  |  |  |
|  |                     |  |  |  |  |  |  |  |  |  |  |  |  |  |  |  |
|  |                     |  |  |  |  |  |  |  |  |  |  |  |  |  |  |  |
|  | Lju Hong (u. 147)   |  |  |  |  |  |  |  |  |  |  |  |  |  |  |  |
|  |                     |  |  |  |  |  |  |  |  |  |  |  |  |  |  |  |
|  |                     |  |  |  |  |  |  |  |  |  |  |  |  |  |  |  |
|  | cesar Dži (138–146) |  |  |  |  |  |  |  |  |  |  |  |  |  |  |  |
|  |                     |  |  |  |  |  |  |  |  |  |  |  |  |  |  |  |
|  |                     |  |  |  |  |  |  |  |  |  |  |  |  |  |  |  |
|  | gospa Čen           |  |  |  |  |  |  |  |  |  |  |  |  |  |  |  |
|  |                     |  |  |  |  |  |  |  |  |  |  |  |  |  |  |  |
|  |                     |  |  |  |  |  |  |  |  |  |  |  |  |  |  |  |